# 1. florbalová liga žen 2001/2002
1. florbalová liga žen 2001/2002 byla 8. ročníkem nejvyšší ženské florbalové soutěže v Česku.
Soutěž odehrálo 10 týmů systémem dvakrát každý s každým. První čtyři týmy postoupily do play-off. Poslední tým sestoupil.
Vítězem ročníku se podruhé v řadě stal tým FBC Liberec Crazy Girls po porážce týmu Tatran Střešovice ve finále.
Nováčky v této sezoně byly týmy FBC 95 Kadaň a SSK Future. Oba týmy hrály nejvyšší soutěž poprvé a ani jeden nepokračoval v další sezóně.

## Základní část
| Poř. | Tým                     | Záp. | Výh. | Rem. | Pro. | Branky   | Body |
| ---- | ----------------------- | ---- | ---- | ---- | ---- | -------- | ---- |
| 1.   | Tatran Střešovice       | 18   | 16   | 2    | 0    | 103 : 19 | 34   |
| 2.   | 1. HFK Děkanka Inservis | 18   | 14   | 3    | 1    | 165 : 21 | 31   |
| 3.   | FBC Crazy Girls Liberec | 18   | 12   | 1    | 5    | 110 : 42 | 25   |
| 4.   | 1. SC SSK Vítkovice     | 18   | 9    | 3    | 6    | 150 : 46 | 21   |
| 5.   | VUT Bulldogs Brno       | 18   | 9    | 2    | 7    | 146 : 48 | 20   |
| 6.   | VSK VŠB-TU Ostrava      | 18   | 6    | 3    | 9    | 142 : 70 | 15   |
| 7.   | Akcent Sparta Praha     | 18   | 6    | 3    | 9    | 140 : 44 | 15   |
| 8.   | RFK Pohoda Praha        | 18   | 5    | 1    | 12   | 134 : 69 | 11   |
| 9.   | FBC 95 Kadaň            | 18   | 3    | 1    | 14   | 125 : 91 | 7    |
| 10.  | SSK Future              | 18   | 0    | 1    | 17   | 116 : 81 | 1    |

## Play-off
Jednotlivá kola play-off se hrála na dva vítězné zápasy. O třetí místo se hrál jeden zápas.

### Pavouk
|  | Semifinále              | Semifinále              |                   |   | Finále | Finále |
|  |                         |                         |                   |   |        |        |
|  |                         |                         |                   |   |        |        |
|  | Tatran Střešovice       | 2                       |                   |   |        |        |
|  | Tatran Střešovice       | 2                       |                   |   |        |        |
|  | 1. SC SSK Vítkovice     | 0                       |                   |   |        |        |
|  | 1. SC SSK Vítkovice     | 0                       | Tatran Střešovice | 1 |        |        |
|  |                         |                         | Tatran Střešovice | 1 |        |        |
|  |                         | FBC Crazy Girls Liberec | 2                 |   |        |        |
|  | 1. HFK Děkanka Inservis | FBC Crazy Girls Liberec | 2                 | 0 |        |        |
|  | 1. HFK Děkanka Inservis |                         |                   | 0 |        |        |
|  | FBC Crazy Girls Liberec | 2                       |                   |   |        |        |

### Semifinále
Tatran Střešovice – 1. SC SSK Vítkovice 2 : 0 na zápasy
- Vítkovice – Tatran 2 : 7 (0:1, 1:2, 1:4)
- Tatran – Vítkovice 7 : 2 (2:0, 3:0, 2:2)

1. HFK Děkanka Inservis – FBC Crazy Girls Liberec 0 : 2 na zápasy
- Liberec – Děkanka 3 : 2
- Děkanka – Liberec 1 : 2 (1:1, 0:0, 0:1)

### Finále
Tatran Střešovice – FBC Crazy Girls Liberec 1 : 2 na zápasy
- Liberec – Tatran 2 : 3ts (0:2, 1:0, 1:0, 0:0)
- Tatran – Liberec 4 : 5pp (0:1, 3:2, 1:1, 0:1)
- Tatran – Liberec 2 : 4 (0:0, 0:3, 2:1)

### O 3. místo
1. HFK Děkanka Inservis – 1. SC SSK Vítkovice 5 : 2 (2:1, 1:0, 2:1)

### Konečná tabulka
| Pořadí           | Tým                     |
| ---------------- | ----------------------- |
| Zlatá medaile    | FBC Liberec Crazy Girls |
| Stříbrná medaile | Tatran Střešovice       |
| Bronzová medaile | 1. HFK Děkanka Inservis |
| 4.               | 1. SC SSK Vítkovice     |